# Copa Petrobras de Tênis

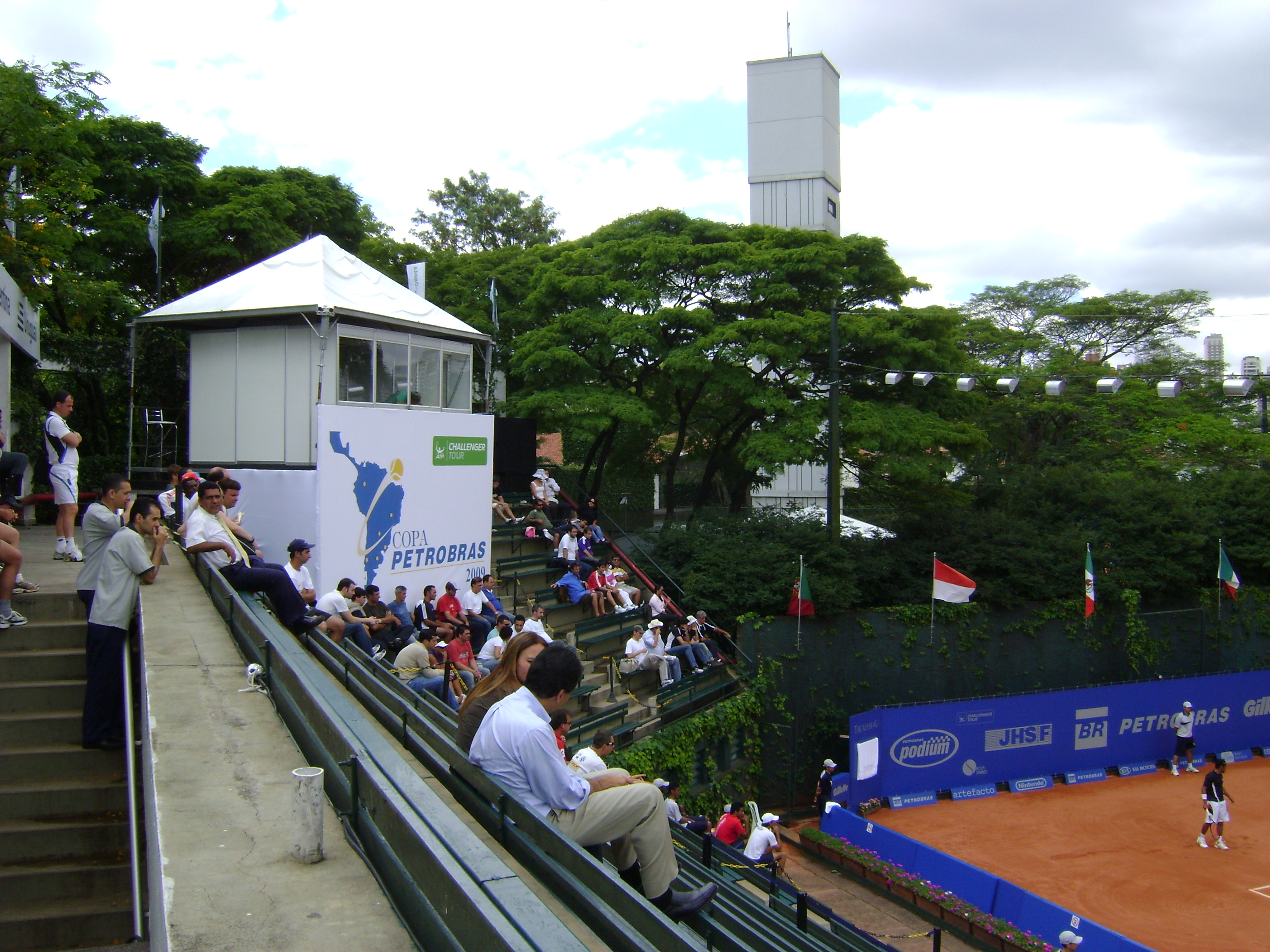
Etapa de São Paulo da Copa Petrobrás 2009 (em quadra, Júlio Silva

A Copa Petrobras de Tênis é uma série de torneios de tênis da América do Sul.
Organizado pela multinacional brasileira Petrobrás, os torneios rendem pontos no Ranking da ATP e premiam com alta soma em dinheiro. Em 2010, essa premiação chegava a 75.000 dólares.

## A competição
O torneio foi criado em 2004, com a primeira edição em Santiago no Chile.
O tênis do continente sul-americano aproveita a temporada da Copa Petrobras para garantir pontos preciosos, tenistas argentinos são sempre fortes candidatos ao titulo. o Brasil também sempre alcança bons resultados, mas abaixo do esperado, o importante também é a mescla com jogadores europeus, principalmente da Espanha e da Italia que resultam no crescimento dos tenistas do Cone Sul e também ajuda a tenistas a crescerem em torneios maiores caso em 2007, como Thomaz Bellucci, João Olavo Souza (Feijão), entre outros.

## Campeões

### 2004
| Local                            | Campeões         | Vice-Campeões    |
| -------------------------------- | ---------------- | ---------------- |
| Santiago, Chile                  | Óscar Hernández  | Nicolas Lapentti |
| Buenos Aires, Argentina          | Oliver Marach    | Diego Moyano     |
| Santa Cruz de la Sierra, Bolívia | Ramon Delgado    | Mariano Puerta   |
| Aracaju, Brasil                  | Nicolas Lapentti | Júlio Silva      |
| Guadalajara, México              | Mariano Puerta   | Nicolas Lapentti |

### 2005
| Local               | Campeões              | Vice-Campeões         |
| ------------------- | --------------------- | --------------------- |
| Bogotá, Colombia    | Marcos Daniel         | Daniel Koellerer      |
| Santiago, Chile     | Júlio Silva           | Ruben Ramirez Hidalgo |
| Montevidéu, Uruguai | Juan Martin del Potro | Boris Pashanski       |
| Aracaju, Brasil     | Boris Pashanski       | Nicolas Lapentti      |
| Guadalajara, México | Carlos Berlocq        | Diego Hartfield       |

### 2006
| Local                   | Campeões        | Vice-Campeões            |
| ----------------------- | --------------- | ------------------------ |
| Bogotá, Colombia        | Diego Hartfield | Daniel Koellerer         |
| Montevidéu, Uruguai     | Guillermo Cañas | Nicolas Lapentti         |
| Aracaju, Brasil         | Sergio Roitman  | Boris Pashanski          |
| Buenos Aires, Argentina | Guillermo Cañas | Martín Vassallo Argüello |
| Assunção, Paraguai      | Guillermo Cañas | Flávio Saretta           |

### 2007
| Local                            | Campeões         | Vice-Campeões            |
| -------------------------------- | ---------------- | ------------------------ |
| Bogotá, Colombia                 | Marcos Daniel    | Santiago Giraldo         |
| Belo Horizonte, Brasil           | Nicolas Devilder | Marcel Granollers-Pujol  |
| Montevidéu, Uruguai              | Santiago Ventura | Marcel Granollers-Pujol  |
| Assunção, Paraguai               | Franco Ferreiro  | Martín Vassallo Argüello |
| Buenos Aires, Argentina          | Sergio Roitman   | Marcos Daniel            |
| Aracaju , Brasil (Torneio Extra) | Nicolas Massu    | Sergio Roitman           |

## Titulos de Simples por paises
- Argentina tem 10 titulos
- Brasil contem 4 titulos
- Espanha contem 2 titulos
- Servia, Equador, Austria, Chile, França e Paraguai 1

## Prêmios e pontuação

### Prêmios
Cinco torneios challengers, US$(dólares) 75.000,00, total por torneio + hospedagem.
Torneio dos campeões
US$ 100.000,00 + hospedagem

### Pontos
Chave de Simples
| Fase            | Pontos | Premiação (US$) |
| --------------- | ------ | --------------- |
| Campeão         | 70     | 14.000          |
| Finalista       | 49     | 8.480           |
| Semifinalista   | 31     | 5.020           |
| Quadrifinalista | 16     | 2.920           |
| Rodada/16       | 7      | 1.720           |
| Rodada/32       | 0      | 1.040           |

Chave de Duplas
| Fase            | Pontos | Premiação (US$) |
| --------------- | ------ | --------------- |
| Campeão         | 70     | 6.200           |
| Finalista       | 49     | 3.600           |
| Semifinalista   | 31     | 2.160           |
| Quadrifinalista | 16     | 1.280           |
| Rodada/16       | 0      | 720             |